# بخش مرکزی شهرستان تایباد
بخش مرکزی شهرستان تایباد یکی از بخش‌های شهرستان تایباد در استان خراسان رضوی ایران است.

## تقسیمات کشوری
- بخش مرکزی شهرستان تایباد
  - دهستان پائین ولایت
  - دهستان کرات

شهرها: تایباد و کاریز

## جمعیت
بنابر سرشماری مرکز آمار ایران، جمعیت بخش مرکزی شهرستان تایباد در سال ۱۳۸۵ برابر با ۷۷۶۲۶ نفر بوده است.